# 文化政策
文化政策（ぶんかせいさく、英: cultural policy）とは、芸術・文化を対象とする公共政策である。狭義には芸術政策、広義には文化人類学的意味での文化を対象とした政策のことを指す。広義の文化政策には、芸術政策のほかに、言語政策・宗教政策が含まれる。学術研究においては、芸術学や音楽学、美学、哲学といった人文科学領域のほか、経済学（特に文化経済学）や、社会学（特に文化社会学）、法学、政治学、行政学などの社会科学領域を横断する学際的研究によって支えられている。また、現場における実践的な知の蓄積との関わりも深い。

## 国の文化政策

### 文化政策の担当省庁
日本の文化政策を担っている省庁と主な管轄事項は以下の通りである。
- 文化庁：芸術政策・言語政策・宗教政策
- 経済産業省（商務情報政策局文化情報関連産業課〈通称：メディアコンテンツ課〉）：文化産業政策（コンテンツ政策）
- 外務省：文化外交（広報外交）
- 総務省：放送政策（NHK、NHK交響楽団）・地方自治体の文化政策（地域文化の振興）
- 宮内庁：伝統文化政策（雅楽などの継承）

### 文化庁の政策
特に文化政策を中心的に担っている文化庁の政策は大きく下記の6つに区分できる。右は、主要な根拠法である。
- 芸術文化政策←「文化芸術基本法」「劇場、音楽堂等の活性化に関する法律」「美術品の美術館における公開の促進に関する法律」
- 文化財政策← 「文化財保護法」
- 著作権政策←「著作権法」・「ベルヌ条約」
- 言語（国語）政策←「文字・活字文化振興法」
- 宗教政策←「宗教法人法」
- 多文化（アイヌ文化）政策←「アイヌ文化振興法」

なお文化庁や地方自治体文化政策担当部局の行っている文化政策は、「文化行政」と呼ばれる。

### 省庁以外の国レベルの文化政策機関
文化庁外郭
- 独立行政法人国立文化財機構
- 独立行政法人国立美術館
- 独立行政法人日本芸術文化振興会（芸術団体助成等）

外務省外郭
- 独立行政法人国際交流基金（国際文化交流の拠点）

総務省外郭
- 財団法人地域創造（地域文化振興の拠点）

## 地方自治体の文化政策

### 担当部署
地方自治体では、以下のような部署が文化政策を担当している。
- 教育委員会
- 文化政策を担当する独立した部署
- その他の政策を合わせて文化政策を担当する部署

### 近年の課題
近年、各地の自治体では、次のようなことが文化政策上の課題として浮上している。
- 指定管理者制度の文化施設への導入
- 文化施設の政策評価
  - 代表的評価事例
    - 高知県立美術館（河島伸子・同志社大学教授による外部委託評価）
    - 彩の国さいたま芸術劇場（市橋秀夫・埼玉大学教授/外山紀久子・埼玉大学教授/後藤和子・埼玉大学教授/鈴木邦夫・埼玉大学教授/岡幸江・埼玉大学教授/安藤聡彦・埼玉大学教授による外部評価）
- 文化施設・芸術団体への補助金削減・廃止
  - 代表的事例　
    - 芦屋市立美術博物館
    - 東京都現代美術館
    - 大阪センチュリー交響楽団
    - 大阪府立弥生文化博物館
    - 豊岡市　「演劇のまちなんかいらない」と訴えた候補が支持を集め市長に当選[1][2]

## 文化政策研究
文化政策の研究は、歴史学・美学などの人文科学、社会学・法学・経済学・経営学・政治学などの社会科学を用いて行われている。
文化政策研究に特に関連する学問分野としては、次のようなものが挙げられる。
- 文化経済学
- 文化社会学
- 政策科学
- 文化資源学
- アーツ・マネジメント

関連学会としては、次のようなものがある。
- 文化経済学会＜日本＞
- 日本文化政策学会
- 国際文化経済学会（ACEI, The Association For Cultural Economics International）
- 国際文化政策研究会議（ICCPR, International Conference on Cultural Policy Research）※学会ではないが2年に1度研究大会を開催し、ジャーナルの編集に参画している。
- STP&A（Social Theory, politics and the Arts）

### 文化経済学の分野での文化政策の研究
文化経済学者は、現実の文化政策の諸課題に関連する研究を進めてきた。主に扱ってきたのは以下の課題である。
- 文化政策の理論的根拠：文化への政府介入を厚生経済学的に根拠付ける
- 文化政策の逆進性：文化政策の受益者が一部の社会階層に偏る問題の考察
- 文化施設の構造的な財政不足：「ボーモルのコスト病」
- 文化政策の評価：仮想評価法（CVM）を用いた外部便益の計測

## 日本の文化政策研究者
- 池上惇・京都大学名誉教授
- 垣内恵美子・政策研究大学院大学教授
- 河島伸子・同志社大学教授
- 後藤和子・埼玉大学教授
- 二神律子・中部学院大学教授
- 小林真理・東京大学教授
- 片山泰輔 ・静岡文化芸術大学教授
- 佐々木雅幸・同志社大学名誉教授
- 清水裕之・名古屋大学教授
- 中川幾郎・帝塚山大学名誉教授
- 中谷武雄・京都橘大学教授
- 中村美帆・青山学院大学准教授
- 根木昭・東京芸術大学名誉教授
- 野田邦弘・鳥取大学教授
- 藤原惠洋・九州大学名誉教授
- 菊池理夫・南山大学教授

## 関連文献
- Baumol, William J. & William G. Bowen. Performing Arts: The Economic Dilemma, Twentieth Century Fund, 1966.
- Frey, Bruno S. Arts & Economics: Analysis & Cultural Policy, 2nd ed., Springer, 2003.
- O’Hagan, John W. The State and the Arts: An Analysis of Key Economic Policy Issues in Europe and the United States, Edward Elgar, 1998.
- Peacock, Alan T. & Ilde Rizzo ed., Cultural Economics and Cultural Policies, Kluwer Academic Publishers, 1994.
- Scullion, Adrienne & Beatriz Garcia. ”What is Cultural Policy Research? ”, International Journal of Cultural Policy, Vol. 11, No. 2, 2005, pp. 113–127.

### 学会、学術誌
- International Journal of Cultural Policy
- 国際文化経済学会（ACEI）
- 文化経済学会＜日本＞
- Journal of Cultural Economics
- 日本文化政策学会

### 大学、研究機関等
＜国立大学＞
- 九州大学大学院 芸術工学研究院芸術工学専攻芸術文化環境論講座
- 政策研究大学院大学 文化政策プログラム - ウェイバックマシン（2006年5月29日アーカイブ分）
- 東京大学大学院 人文社会系研究科文化資源学研究専攻
- 東京藝術大学 音楽学部音楽環境創造科／大学院音楽研究科 芸術環境創造研究分野
- 東京藝術大学大学院 音楽研究科応用音楽学研究分野
- 鳥取大学 地域学部地域文化学科／大学院地域学研究科
- 富山大学 芸術文化学部／大学院芸術文化学研究科

＜公立大学＞
- 大阪市立大学大学院 創造都市研究科
- 静岡文化芸術大学 文化政策学部／大学院文化政策研究科
- 高崎経済大学 地域政策学部／大学院地域政策研究科

＜私立大学＞
- 青山学院大学 総合文化政策学部／大学院総合文化政策研究科
- 跡見学園女子大学 マネジメント学部マネジメント学科文化マネジメントコース／大学院マネジメント研究科
- 京都橘大学 文化政策研究センター
- 久留米大学 経済学部文化経済学科
- 比治山大学 現代文化学部地域文化政策学科
- 武蔵野美術大学大学院 造形研究科美術専攻芸術文化政策コース

### 官庁、国際機関
- ユネスコ
- デンマーク文化省
- 文化庁
- 英国文化、メディア、スポーツ省（DCMS）
- 全米芸術基金（NEA）
- フランス文化・コミュニケーション省